# Antônio de Albuquerque Coelho de Carvalho
Antônio de Albuquerque Coelho de Carvalho (Lisboa, 1655 - Angola, 1725) foi um administrador colonial português. Foi governador do Rio de Janeiro no início do século XVIII, governador da Capitania de São Paulo e Minas do Ouro e governador de Angola, entre 1722 e 1725, tendo permanecido no cargo até sua morte.  

## Biografia

### Primeiros anos
Foi batizado na Igreja de Santa Engrácia, Lisboa, em 14 de setembro de 1655. Era filho de Antônio de Albuquerque Coelho de Carvalho, membro da família Cavalcanti de Albuquerque da Capitania de Pernambuco, e de Inês Maria Coelho. O pai, chamado "o Velho" pelos historiadores, foi um fidalgo nascido no Brasil, tendo ocupado o cargo de capitão-general do Maranhão, de 22 de junho de 1667 a 9 de junho de 1671.

### Na Colônia
Esteve no Maranhão de 1667 a 1671, acompanhando o pai em sua empreitada. Retornou a Portugal em 1671, tendo voltado ao Brasil apenas em 1678, acompanhando Inácia Coelho da Silva, nomeado governador do Maranhão. Permaneceu no Brasil até 1701. Sua família tinha propriedades em Santa Cruz de Camutá. Foi nomeado em 1685 governador do Grão-Pará, até 1690, e em 1690 governador do Maranhão, até 1701.
Em 1688 era capitão-mor do Pará e governador do Estado do Maranhão e Grão-Pará. Em 25 de junho tomou posse do cargo e combateu os índios arauaques. Realizou uma viagem pela Amazônia, que o fez adoecer, pedindo licença para voltar a Lisboa, a fim de curar-se das doenças contraídas. Tinha repelido com força uma tentativa dos franceses de Caiena de ocupar um local no estuário do Amazonas, e em 1697 feito extensa viagem pela Amazônia, subindo o rio Negro.

Recebeu a autorização em 1700, embarcando em 1701. Em sua patente se dizia que servira com grande valor na guerra da Grande Liga, sargento-mor de batalha, governador da Beira Baixa e da praça de Olivença. Em carta datada de 19 de julho de 1692 o governador do Estado do Brasil Antônio Luís Gonçalves da Câmara Coutinho escreveu ao rei sobre as extorsões que cometera Francisco Dias de Siqueira nas aldeias de indígenas residentes no Maranhão:
"Os paulistas saem de sua terra e deitam várias tropas por todo o sertão e nenhum outro intento levam mais que cativarem o gentio da língua geral, que são os que já estão domesticados, e não se ocupam do gentio de corso porque lhes não servem para nada; assim que o intento destes homens  não é o serviço de Deus nem o de Vossa Majestade e com pretextos falsos, passam de uns governos para outros e se lhes não fazem mostrar as Ordens que levam. Enganam aos governadores, como este capitão Francisco Dias de Siqueira fez ao governador do Maranhão Antônio Albuquerque Coelho de Carvalho, dizendo-lhe que ia a descobrir aquele sertão por minha ordem, que tal não houve nem tal homem conheço, e com este engano pedem mantimentos, armas e socorro e depois com elas vão conquistar o gentio manso das aldeias e o gado dos currais dos moradores. Com que estes homens são uns ladrões destes sertões e é impossível o remédio de os castigar, porque se os colherem, mereciam fazer-se neles uma tal demonstração que ficasse por exemplo para se não atreverem a fazer os desmandos que fazem. Assim que me parece inútil persuadi-los a que façam serviço a Vossa Majestade porque são incapazes e vassalos que Vossa Majestade tem rebeldes, assim em São Paulo, onde são moradores, como no sertão, donde vivem o mais do tempo; e nenhuma Ordem do governo geral guardam, nem as leis de Vossa Majestade."

### No Reino
Na metrópole, foi comendador de Santa Maria de Cea e Vila Cova na Ordem de Cristo e do senhorio do Couto de Outil, alcaide-mor de Sines, comenda de Santo Ildefonso do Val de Telhas na Ordem de Avis, diversas mercês e ainda a donataria das capitanias de Santo André de Alcântara e de Santa Cruz de Camutá, com 50 léguas de costa no Estado do Maranhão.
No Brasil, teve de uma parda da terra (filha de branco com escravizada) um filho ilegítimo batizado com o mesmo nome: António de Albuquerque Coelho. Este, em 10 de março de 1700 recebeu alvará de Fidalgo Escudeiro e Fidalgo Cavaleiro, no Livro 13 das Mercês de D. Pedro II folhas 210: Diz ser dado a "Antônio de Albuquerque Coelho, natural do Maranhão,  filho natural de Antônio de Albuquerque Coelho, Fidalgo da Casa de Sua Majestade e neto de Antônio de Albuquerque Coelho."
A saúde, prejudicada na Amazônia piorou com a Guerra da Sucessão da Espanha, em que tomou parte pequena mas cheia de honra como comandante em chefe da Beira Baixa, com patente de sargento-mor. Foi governador de Olivença, de 1708 a 1709. Falava-se que em 1708 seria nomeado governador do Rio de Janeiro, mas só veio nomeado em março de 1709 como governador da Repartição do Sul, e em 1710 seria governador de São Paulo e Minas de Ouro, território recentemente separado do Rio de Janeiro.

## Governador do Rio de Janeiro
Data de 7 de março de 1709 sua carta patente como governador da capitania do Rio de Janeiro na sucessão de D. Fernando Martins Mascarenhas Lencastre, que governava desde 1705. Logo empossado, partiu para as Minas, deixando como interino o mestre-de-campo Gregório de Castro Morais.
Tomou posse em 11 de junho de 1709, governador das capitanias reunidas do Rio de Janeiro, São Paulo e Minas do Ouro. Descreve-o um cronista: "Magnifico soldado e estadista, Sargento-Mor de Batalha, filho do casal português Antônio de Albuquerque Coelho de Carvalho, soldado também, e Inês Maria Coelho, que com o filho se haviam retirado para Lisboa em 1671; com 20 anos eram tais suas virtudes que chega a Sargento-Mor. Em 1687 governava o Maranhão e dali seguiu para  o Grão Pará como Capitão-Mor; voltando em 1690 como Governador e capitão-general do Maranhão; defendera as fronteiras com a Guiana contra o marquês de Ferrol, governador francês que pretendia jurisdição da margem esquerda do rio Amazonas até a foz, ou seja, o Amapá de  hoje; regressou a Lisboa e voltou ao Brasil em 1709 como governador das capitanias do Rio de Janeiro, São Paulo e Minas do Ouro. Subindo a Minas, organizará as Milicias,  então apenas Ordenanças, que mobilizou em 1710 e 1711 contra os franceses." O historiador Varnhagen tem outras datas: diz que apresentou patente de governador "ao senado da câmara do Pará em 25 de julho de 1685 e tomou posse" e que no Maranhão governou de 17 de maio de 1690 a 12 de julho de 1701."
Nessa época de sublevações e lutas entre paulistas e emboabas, o governador "sem demora se transportou para as Minas, incógnito, procurando avistar-se em Caeté com Sebastião Pereira de Aguiar, da Bahia, rico e valoroso, que tinha então tomado a si atacar a Manuel Nunes Viana e seus parciais. Consta que  Aguilar escrevera a D. Fernando, oferecendo-se para lhe segurar o Governo, seria talvez  a causa de ser procurado pelo novo governador. Diz-se que Nunes Viana depôs seu poder nas mãos do Governador em Caeté e se retirou para sua fazenda de Jequitaí. Bento do Amaral Coutinho fugiu - para combater em 1711 os franceses que invadiam o Rio de Janeiro, onde morreu em combate, merecedor inclusive de carta régia em 7 de abril de 1712 endereçada a seus descendentes.

## Governador de São Paulo e Minas do Ouro
Data de 9 de novembro de 1709 a Carta Régia que separou da Capitania do Rio de Janeiro a Capitania de São Paulo e Minas de Ouro, como se dizia, confiando seu governo a Antônio de Albuquerque. Tomou posse como 1º governador da Capitania de São Paulo e Minas de Ouro em Santos, em 18 de fevereiro de 1710: era capitania independente criada pela Carta Régia de 9 de novembro de 1709.  Posse ratificada em São Paulo em 18 de junho perante a câmara do novo governo separado do governo do Rio de Janeiro. Seu governo terá fim em 31 de agosto de 1713.
Separadas do Rio a Capitania de São Paulo e Minas do Ouro, Antônio de Albuquerque recebeu ordem real de largar o Rio de Janeiro e passar a residir em São Paulo ou no distrito das Minas. Que dele expulsasse religiosos ou clérigos que ai residissem sem emprego; arrecadasse os quintos por comarcas ou distritos, ou outro meio mais útil à Fazenda Real. Que lhe era concedida necessária jurisdição para levantar Casas de Fundição onde o ouro fosse quintado e marcado; finalmente, que podia levantar um Regimento com 400-500 praças, autorizando-o  a nomear, por esta vez somente, os oficiais.
Passou assim a governar exclusivamente a Capitania de São Paulo e Minas de Ouro. As desordens e sublevações da capitania começarão a ter invariavelmente causa na insaciável ganancia da metrópole: dízimos, passagens de rios, direitos de entrada e particularmente o quinto do ouro. "O qui5nto incidia sobre o ouro em pó extraido das lavras que, na deficiência de moeda, corria como tal, servindo para as transações, ao preço taxado em lei - a princípio 1$200 e depois 1$500 a oitava. Extrema vigilância, temível a fiscalização dos agentes da Real Fazenda para a percepção severa do tributo, mas porção consideravel escapava, era impossível exercer-se em certas paragens fiscalização absoluta - ou por conivência venal de empregados no serviço."
Em 17 de julho de 1710 houve Junta na câmara de São Paulo, convocada pelo governador, para estabelecer o modo de cobrança do Quinto do ouro e  a organização da tropa. Acordaram que a cobrança dos quintos  se fizesse por avenças com os lavradores das minas, à proporção e às bateias que cada um tivesse, havendo-se respeito às falhas, mortes, fugidas de escravos, e aos meses que obstassem à mineralogia, de ordem a evitar prejuízos aos mineiros. Por bateia se entende por escravo, de sorte que o quinto por bateia era, afinal, rigorosa capitação. Diz um autor que "chegaram os povos na Junta a oferecer 25 arrobas sobre as 30, salvo a imposição que de mais a mais se quisesse lançar nos escravos, gados e cargas, contanto que se lhes consentisse passagem livre do ouro em pó."  Antônio de Albuquerque repetirá a Junta em Ouro Preto em 1º de dezembro mas, não tendo havido acordo, resolveu suspender a cobrança do quinto por bateias.
Sabe-se que Manuel Nunes Viana o procurou, tendo-lhe enviado o carmelita Miguel da Ribeira. O historiador J. Lúcio de Azevedo afirma "com mais verossimilhança Nunes Viana era fugitivo, porque passado algum tempo o prenderam, sendo captor o sertanista Pedro Leolino Mariz, descobridor de minas, que levou o prisioneiro e o entregou ao vice-rei conde de Vila Verde", como consta do rol de serviços que mandou em 1759 ao mineiro Tomé da Costa Corte Real (Biblioteca Nacional, seção ultramarina, Documentos da Bahia, nº 4284).  O que passou na entrevista com o governador não foi ainda averiguado. Mas é provável que resultasse dela o indulto, generosidade que,  tendo decorrido anos após os acontecimentos (o conde de Vila Verde tomou posse em 1714) e conhecidas as tendências do governo da metrópole, não se estranhará. O que ao certo se sabe é que o cabeça da sublevação não perdeu o direito às graças do soberano, e o encontramos em 1728 alcaide-mor de Maragogipe, e mais tarde nomeado mestre de campo, posto em que faleceu."

### Perdão real aos levantados na Guerra dos Emboabas
Em 27 de novembro de 1709 o Rei concedeu, por alvará, perdão geral aos moradores das Minas (região onde hoje Estado de Minas Gerais) que haviam pegado em armas contra os paulistas, submetendo-se à obediência e serviço do Rei, o qual escreveu ao governador:
"Fazendo-se-me presente pelo Padre Frei Francisco de Menezes, religioso da Santíssima Trindade como procurador dos moradores das Minas gerais de nascente e Poente do Rio das Velhas, a causa que tiveram para pegarem em armas contra os Paulistas, a atendendo a que estes moradores representam com toda a humildade: Houve por bem conceder um indulto geral em o qual entrem não só os conteúdos na procuração que traz este Religioso, mas todos os mais de inferior condição dali para baixo, como vos constará do Alvará que com esta se vos remete." E. adiante: "e visto o dito frei Francisco de Menezes ter vindo a esta corte levado não só do seu zelo mas por ordem destes moradores que dele fiaram esta diligência e se considerar convém se não despreze, todo o meio que se oferecer; e Fernando Martins Mascarenhas Lencastre e seu Reverendo Bispo do Rio de Janeiro afirmando ser Religioso de todo  bom procedimento, inteligência e verdade, e com grande respeito nas Minas pela amizade que contraiu com os homens mais nobres delas, sou servido permitir que  torne outra vez para as Minas sem embargo da proibição que há para não irem nem residirem nelas religiosos alguns, e particularmente este, pelas queixas que se me  fizeram contra a sua pessoa, que pode ser não tenham toda probabilidade. E assim vos ordeno useis deste mesmo Religioso como vos parecer, aproveitando-vos das notícias que ele aponta no papel incluso para o bom regime das Minas e de todas as mais que ele vos participar podendo ser importantes para este efeito; e do que nisto obrardes me dareis conta e quando vos perseiades que este Religioso não é conveniente nas Minas, o mandais vir para o reino sem embargo da permissão que para isso lhe tenho concedido."

### Juntas em Minas, as primeiras Portarias
Em 10 de novembro de 1710 reuniu o governador no Ribeirão do Carmo (hoje cidade de Mariana em Minas Gerais), sua primeira junta: além de vigários da vara, superintendentes, intendentes, mestres de campo, sargentos-mores, capitães-mores, guardas-mores, procuradores da fazenda real e outros, o velho tenente-general Borba Gato e os eleitos de diversos distritos. Com o fim de deliberar sobre a melhor forma de cobrança dos quintos e outros impostos na capitania, o governador expôs a resolução de Sua Majestade de instalar nas Minas o regime municipal, inaugurando as primeiras vilas. A reunião foi depois adiada para 1 de dezembro, em Ouro Preto. Borba Gato será guia e conselheiro do Governador ("Um paulista e dos mais fiéis vassalos que Vossa Majestade tem entre eles, o qual o tenho tratado com toda a estimação e lhe encarreguei este negócio", como escreve o governador sobre a distribuição de sesmarias). E escreverá sobre os emboabas: "essa grandeza os faz tão sôfregos que não há quem os sujeite à razão. (…) E os mais insolentes são os que na sua terra não tinham mais que o que ganhavam pela enxada e muitos em ofícios vis".
A 23 de novembro uma Portaria em que o governador, informado da grande quantidade de ouro em pó que passava sem ser quintado "para as vilas de serra acima", obrigou a estabelecer Casa da Moeda em que se pagasse o quinto e a fulminar pena de perdim/ento do que nas ditas vilas se achasse em pó, de que ficaria pertencendo a terça parte ao denunciante e duas partes à Fazenda Real.
Em 1 de dezembro, assim, houve Junta em Vila Rica, convocada por Albuquerque em continuação da precedente, para ficar assentado o que se devia adotar quanto à boa arrecadação dos quintos do ouro e outros impostos. Acertada (mas nunca cumprida) uma contribuição fixa de 10 oitavas de ouro por bateia em serviço. Sistema "irracional e injusto, pois o produto da exploração não era proporcional ao número de pessoas que operavam" de modo que se taxava o trabalho e não a produção. E as terras iam-se tornando cada vez mais pobres, exigindo trabalho a cada vez menos compensador. Seria entretanto o sistema de  1710 a 1713. A grande repulsa do povo levará as câmaras a oferecer em 1713 contribuição de 30 arrobas anuais, ficando abolidos os registros onde se pagava o quinto e livre o comércio do ouro.

Comenta Antônio Olinto: 
"Na Junta do arraial do Ouro Preto para a qual convidou vigários, mestres de campo, capitães-mores, guardas-mores, nobres e representantes do povo para se discutir a questão máxima da cobrança dos tributos devidos ao Rei, resolveu-se, por sugestão do Governador, que o quinto fosse cobrado de modo desigual, isto é, se cobrasse por bateia à razão de 10 oitavas por ano: cada mineiro pagaria 15$ por bateia ou trabalhador empregado nas Minas. O que desvirtuava a natureza do tributo: deixava de ser a participação equitativa que o Rei se arrogava nos rendimentos dos súditos para se tornar um fixo sobre o trabalho, que se efetuava em condições distintas. Já não tinha o caráter de igualdade que devia pesar uniformemente sobre todos, mas oprimia mais os que exploravam minas pobres  do que os que tinham a felicidade de explorar cascalhos mais ricos. As queixas e protestos não se fizeram esperar e ecoaram por toda a Capitania, mas os executores das Ordens reais eram inexoráveis para darem arras de sua fidelidade."
Foram tomadas as primeiras medidas sobre matéria fiscal e concordaram na Junta as seguintes imposições: de cada carga de Fazenda seca, quatro oitavas, duas das de molhados, quatro de cada escravo, seis sendo mulato, e uma oitava de  cabeça de gado. Decidiu-se também que as primeiras vilas seriam o Ribeirão do Carmo, Sabará e  Ouro Preto. (As providências seriam depois aprovadas pela Carta Régia de 11 de novembro de 1711). Delas, as que se referiam a direitos de entradas não obtiveram logo aprovação régia, mas se adotariam em 16 de novembro de 1711. Embora não se saiba porque Albuquerque criou em prioridade o Carmo, supõe-se que tenha sido para premiar a fidelidade da comunidade paulista,  estabelecendo depois o equilíbrio com Vila Rica e Sabará, já então feudos dos reinóis.

### Invasões dos franceses ao Rio de Janeiro
Quando a poderosa esquadra francesa de Duguay-Trouin penetrou na cidade do Rio de Janeiro, Albuquerque desceu das Minas no comando de tropas, mas chegou tarde para impedir as negociações do governador Francisco de Castro Morais com o corsário bretão. Escreveu ao rei em 26 de novembro de 1711 uma longa carta da qual Ione de Andrade cita apenas um trecho, em seu artigo "Duguay-Trouin visto pelos brasileiros". Diz ele: porém considerações de que estes motivos obrigariam o inimigo a demorar-se para reduzirem todos os gêneros do seu saque a moeda e ouro, e que poderia contrair perniciosa amizade com os povos, pelo carinho com que os trataram e que não seria fácil impedir-se-lhes por falta de poder do governador, me resolvi avizinhar-me mais a esta cidade para fazer entender ao dito inimigo os não deixaria dilatar que tivessem cobrado o que se lhes havia prometido, o que executei, aguardando em parte pouco distante, mandando logo ao dito comércio, proibindo-se-lhes por Bandos e grandes penas, confiscando-se-lhes o que lhes era achado com cuja novidade se começaram os franceses a acautelar, dobrando as guardas e guarnições da Fortaleza de Santa Cruz, embarcando logo o que tinham em terra como também o seu general (...) e recebendo partiram entregando a fortaleza depois de sair a última embarcação mostrando irem bem satisfeitos do importante saque."
É assim por documento de Albuquerque que se confirmam as intensas relações entre os comerciantes da cidade e os corsários - citado no livro de Aureliano Leite, "Antonio de Albuquerque Coelho de Carvalho", Lisboa, 1944.

## Governador de Angola
António de Albuquerque Coelho de Carvalho exerceu o cargo de Governador e de Capitão-General na Capitania-Geral do Reino de Angola entre 1722 e 1725, tendo sido antecedido por Henrique de Figueiredo e Alarcão e sucedido por José Carvalho da Costa.

## Casamento e posteridade
Casou depois de 1701 com D. Luisa de Mendonça, nascida em 1686, 5ª filha de D. Francisco de Melo e neta de D. Pedro José de Melo, antigo governador e capitão general do Maranhão.  Francisco era destinado a maltês, mas largou o hábito para casar com D. Joana de Abreu e Melo. Eram irmãs de Luisa: Maria Josefa de Mendonça, abadessa de Lorvão; Josefa, soror Maria Margarida, freira no Sacramento de Lisboa e ainda D. Mariana Josefa, que morreu recolhida em Lorvão.
- 1 - Francisco de Albuquerque Coelho de Carvalho, em 1732 casado com Teresa de Lencastre, filha de Diogo Correia de Sá e D. Inês de Lencastre, 3º visconde de Asseca.

De certa Ângela Barros, ou Ângela de Azevedo, natural do Gurupá e moradora da vila de Santa Cruz de Camutá, teve por volta de 1682 seu filho mais famoso, ilegítimo:
- 2 -  António de Albuquerque Coelho, figura importante de Portugal em Macau e Timor. Este Antonio de Albuquerque Coelho teria um livro publicado sobre sua viagem a Macau, onde foi governador. João Tavares de Veles Guerreiro (falecido em 1718) escreveu "Jornada que Antonio de Albuquerque Coelho, Governador e Capitão General da cidade de Macau na China fez de Goa até chegar à dita cidade no ano de 1718", que pode ser consultado na Biblioteca da Academia das Ciências de Lisboa (cota BACL 11 67 18).

Angela era filha de Manuel da Mata e Barros, pernambucano, filho de um branco e de uma escrava de Angola, com Maria de Azevedo, pernambucana, filha de um mulato e de uma "índia da terra".